# Fokker 100
Fokker 100 er et mellemstørrelse to-motorers turbofan-jetfly fra flyproducenten Fokker med plads til godt 100 passagerer.
Designet er fra midten af 1980'erne og er baseret på lave driftsomkostninger. Den første flyvning blev foretaget i slutningen af 1986 og de første fly blev indsat i ordinær ruteservice af Swissair i 1988. Fokker 100 afløste den ældre model Fokker F28 med plads til 65 passagerer. Flyets krop blev forlænget og designet fuldstændig ændret i den nye Fokker 100 model, som herefter havde plads til 107 passagerer. 
Som en konsekvens af den svage konkurrence blandt flyproducenterne inden for denne mellemstørrelse blev Fokker 100 hurtigt en bestseller indtil Boeing 737 og Airbus A319 påvirkede markedet og Fokker blev som følge af konkurrencen tvunget til at indstille produktionen i 1997 efter at have produceret 283 fly. I August 2006 var der fortsat 229 Fokker 100 fly i service hos 47 flyselskaber, fordelt over hele verden.